# Análise de balanço
Denomina-se análise de balanço a atividade que busca identificar fatores positivos ou negativos sobre a saúde financeira e administrativa das empresas nos números divulgados em seus balanços patrimoniais.
As empresas que possuem políticas administrativas mais transparentes divulgam prévias trimestrais de seus balanços anuais de forma a possibilitar que resultados parciais possam ser avaliados antes mesmo do término do exercício em curso.
A metodologia de análise consiste em comparar valores como receita, lucro ou patrimônio líquido com o mesmo período do exercício anterior para determinar sua evolução. Também são calculados diversos indicadores de balanço, também chamados indicadores fundamentalistas, que têm por objetivo identificar características não visíveis nos números puros do balanço.

## As principais alterações de forma no balanço segundo o Sistema de Normalização Contabilista relativamente ao Plano Oficial de Contabilidade em Portugal
O sistema de normalização contabilística (SNC), veio trazer uma maior aproximação às normas de contabilidade internacionais, na medida em que o modelo assenta mais em princípios gerais do que em regras especificas. Assim, ele trará uma maior liberdade e simultaneamente uma maior responsabilidade.
No que respeita ao balanço, as principais alterações a salientar são.
- Balanço mais sintético e notas mais importantes
- Apresentação só do activo liquido
- Separação entre activos correntes e não correntes
- Separação entre passivos correntes e não correntes
- Nova nomenclatura
- Imobilizações incorpóreas = Activos fixos intangíveis
- Imobilizações corpóreas = Activos fixos tangíveis
- Amortização: Aplica-se apenas aos activos intangíveis
- Depreciação: Aplica-se aos activos tangíveis
- Existências = Inventários

No que respeita às Demonstrações de Resultados (DR), são de notar as seguintes alterações de forma:
- Não existe separação entre rendimentos e gastos
- Desaparecem os resultados extraordinários que passam a estar incorporados em outros rendimentos e gastos operacionais
- Nova nomenclatura: Os proveitos / custos passam a designar-se rendimentos e ganhos / gastos e perdas.

Recomenda-se a consulta dos seguintes sites para mais esclarecimentos:
- Comissão de normalização contabilística: www.cnc.min-financas.pt
- Comissão do mercado de valores mobiliários (CMVM): www.cmvm.pt
- Ordem dos revisores oficiais de contas (ROCs): www.oroc.pt